# Війна Доміціана з даками
Війна Доміціана з даками — серія битв між римлянами та даками у 86-88 роках. Війна почалася після спустошливих набігів даків на римську провінцію Мезію.

## Передумови та початок набігів
Постійне розширення меж римської держави в останні десятиріччя існування Римської республіки призвели до небувалого досі росту збройних сил Риму.
Імператор Август, усвідомлюючи з одного боку неможливість утримувати таку армію в мирний час, а з іншого витікаючу від зайвого числа легіонів загрозу захоплення влади їх командирами, зменшив їх число вдвічі - до 28. У перші роки імперії цього цілком вистачало, а низька активність варварів на східних межах навіть дозволяла продовжувати експансію в Британії.
Доміціан був першим з принцепсів, які зіткнулися з постійно зростаючим тиском варварських племен на рейнський і дунайський лімес. Частково активність місцевих племен пояснювалася інерційним тиском Риму і набирає обертів романізацією регіону, з іншого боку не можна було не помітити і ослаблення контролю за дунайськом кордоном з боку римської адміністрації. Очевидно, ймовірність нападу ворога з цього напрямку всерйоз не розглядалася, а його боєздатність оцінювалася як дуже низька. В іншому випадку важко пояснити причину поразки вексіляцій відразу двох легіонів у першому ж поході 85 року після серії грабіжницьких набігів самих даків трохи раніше.

## Хід війни
Реакція Доміціана характеризувалася швидкістю і рішучістю. Особисто прибувши на новий театр військових дій, імператор перебував у військах, поки даки, що перейшли в наступ, не були знову відкинуті за Дунай. Ці події, що відбувалися у вересні - жовтні 85 р, а також очевидні успіхи римської зброї по швидкому відновленню контролю над Мезією, дали Доміціану підстави сподіватися на подальше успішне продовження кампанії вже на лівому березі Дунаю. Ймовірно, саме виходячи з цих міркувань, імператор відкинув мирні пропозиції дакійского царя. Активні дії Доміціана на даному етапі військової кампанії дозволили утримати дунайський лімес, тому щоб підкреслити важливість подій, що відбулися, імператор відбуває до Риму і пишно святкує перемогу, яка для городян, ймовірно, була подана як повний розгром ворога. Тим часом для самого Доміціана продовження військової кампанії було справою швидкого часу. У Дакії, навівши понтонний міст через Дунай, був відправлений каральний корпус в 15 тис. солдатів, в основному допоміжних частин і вексіляцій окремих легіонів.
Переслідувалися наступні цілі: остаточне придушення опору даків, відновлення римського престижу в регіоні і встановлення системи союзних відносин з варварськими племенами в регіоні, нарешті, підтримка престижу самого Доміціана, бо продовження дакийских набігів на Мезію в разі припинення військових дій було очевидно. Однак наспіх спланований похід закінчився крахом. Після того, як заманили римлян у гори, даки повністю знищили весь їхній каральний корпус, вбили командувача, префекта Преторія Корнеля Фуско і захопили римський табір з усім спорядженням і військовим штандартом. Доміціан знову терміново відбуває до війська. Він призначає нового командувача - досвідченого Тетта Юліана. Влітку-восени 86 р. імператор організовує новий похід за Дунай, який закінчується обмеженими успіхами, бо далі протягом всього 87 р.обидві сторони конфлікту не роблять активних бойових дій і проводять підготовку до кампанії 88 р.

## Кампанія 88 р.
Новий похід мав на меті взяття дакійської столиці і ставки царя Децібала - Сарміцегетузи. У вирішальній битві при Тапах римляни здобувають перемогу. Здавалося, що переможне завершення війни не за горами, проте на Рейні розгорілося повстання двох легіонів Антонія Сатурнина і загальні хвилювання на німецькому кордоні змусили Доміціана швидко згорнути кампанію в Дакії і підписати з царем мирний договір. Найпалкіші дискусії ї нині стосуються саме цього кроку. З одного боку, є суперечливі свідчення про безсилля Доміціана завершити похід, з іншого, підкреслюється його виконання традицій римської політики divide et impera.
Якщо ж слідувати фактам, то вони такі: першим послів відправив дакійський цар, забезпечивши своїх висуванців римським спорядженням і полоненими, захопленими в 85 р. для передачі Доміціана як жест доброї волі. Характер переговорів також носив відтінок відносин переможця і переможеного. Результатом мирних переговорів стало визнання царем своєї залежності від Риму, який в свою чергу визнавав Децібала законним правителем Дакії, «другом і союзником римського народу», а також виплачував йому велику грошову субсидію. Доміціан представив перед сенаторами цей договір як акт милосердя, що потім активно рекламувався в роки його правління.

## Наслідки
При Траяні оцінка договору змінилася на прямо протилежну, яка підкреслює слабкість останнього Флавія перед віроломними варварами. Цікаво, що Траян став трактувати мирний договір як перемир'я, після закінчення якого військові дії повинні були бути відновлені (що і сталося в 102 р) - прекрасний привід для вторгнення. З боку Доміціана завершення дакійської війни видається куди більш успішним, ніж навіть підкорення Дакії в результаті двох кампаній Траяна. Флавій не тільки зміцнив дунайський лімес, але і зняв напруженість на даній ділянці римської оборони. Це дало можливість перекинути легіони на інші ділянки кордону, де було потрібно термінове нарощування військової сили. Договір був розрахований на перспективу, Децебал і Дакія ставали клієнтами Риму, буферною зоною, яка захищала кордони імперії від прямого тиску.
Правильність цієї політики Доміціана показали подальші події. Жоден з імператорів після Траяна не проводив завойовницьких походів для розширення імперії, навпаки правителі концентрували свої зусилля на збереженні і зміцненні поточних кордонів, розширенню впливу римської дипломатії та поступової мирної романізації населення. Скорену ж на вильоті римської експансії Дакію римляни втратили вже в III столітті, так і не досягнувши її повного залучення в орбіту римської культури.
Тріумф і трагедія Доміціана полягали в новизні його зовнішньополітичного курсу. Становище на кордонах вимагало рішучих дій і, на жаль, різко оборонного плану, що традиційно вважалося в Римі ознакою слабкості. Більшість римлян жили застарілими категоріями і війну з даками розцінили не як об'єктивний процес, а як особисту невдачу імператора, зрада римських ідеалів. Насправді ж Домициан ясно розумів, що повне підкорення Дакії можливо і виправдано тільки в разі подальшого продовження зовнішньої експансії, чого послаблена імперія собі дозволити вже не могла.